# 巴尼奥
巴尼奥（法語：Bagnot，法語發音：[baɲo]）是法国科多尔省的一个市镇，属于博讷区。

## 地理
巴尼奥（47°3'33"N, 5°4'32"E）面积12.57 平方千米，位于法国勃艮第-弗朗什-孔泰大區科多尔省，该省份为法国中东部省份，北起奥布省，西接涅夫勒省和约讷省，南至索恩-卢瓦尔省，东南接汝拉省，东临上索恩省，东北部与上马恩省接壤。
与巴尼奥接壤的市镇（或旧市镇、城区）包括：布鲁万、拉贝热芒莱瑟尔、索恩河畔普伊、阿尔日伊、索恩河畔欧维拉尔、格拉农、蒙曼。

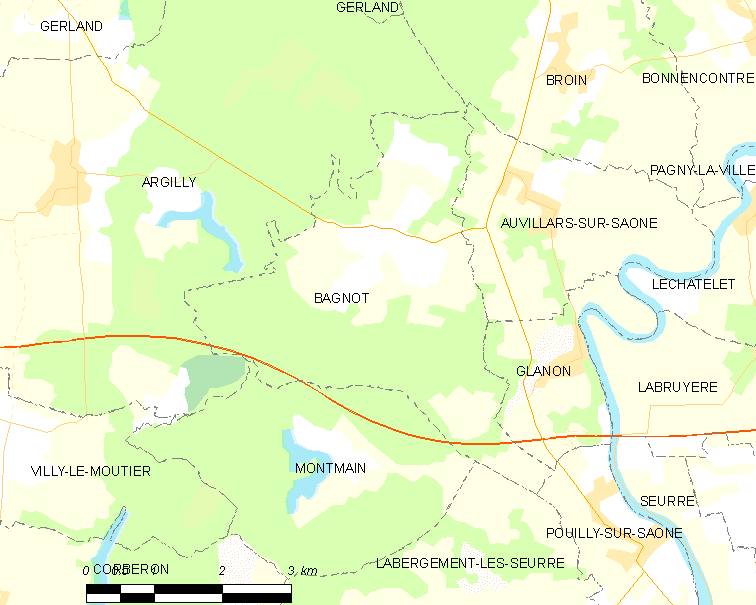
巴尼奥的OSM定位图

巴尼奥的时区为UTC+01:00、UTC+02:00（夏令时）。

## 行政
巴尼奥的邮政编码为21700，INSEE市镇编码为21042。

## 政治
巴尼奥所属的省级选区为布拉泽昂普莱讷县。

## 人口

1962-2008年间巴尼奥人口变化图示

巴尼奥于2022年1月1日时的人口数量为156人。